# 7,65 mm Browning
Die 7,65 × 17 mm Browning ist eine von John Browning entwickelte Patrone für Selbstladepistolen. Sie wird auch als .32 ACP (Automatic Colt Pistol), .32auto oder als 7,65 Browning bezeichnet; ihre richtige metrische Bezeichnung lautet 7,65 × 17 mm HR (Halbrand).

## Geschichte
Die 7,65 Browning entstand 1897 auf Grundlage der .32 S&W, als Browning die FN Model 1900 für die belgische Fabrique Nationale d’Armes de Guerre (FN) konstruierte. Browning erkannte, dass zylindrische Hülsen für Selbstladepistolen Vorteile gegenüber Flaschenhalshülsen boten. Ab 1903 stellte Colt die Patrone unter der in Amerika üblichen zölligen Bezeichnung .32 ACP her, was ihr außerhalb Europas zu großer Verbreitung verhalf. Die 7,65 Browning zählt zu den weitestverbreiteten Pistolenpatronen der Welt. Sie ist die schwächste für Dienstwaffen geeignete Munition.

## Waffen (Auswahl)
- Skorpion (Maschinenpistole)
- Walther PP bzw. Walther PPK (halbautomatische Pistole)

## Andere Bezeichnungen
- .32 Auto
- .32 Browning Auto
- 7,65 × 17 mm
- 7,65 × 17 mm HR
- 7,65 mm Browning (offizielle Bezeichnung nach CIP[1])